# Severn Cullis-Suzuki
Severn Cullis-Suzuki   (Vancouver, 30 de novembre de 1979) és una activista mediambiental, oradora, tertuliana de televisió i escriptora canadenca. Filla de l'escriptora Tara Elizabeth Cullis i del genetista i activista ambiental David Suzuki, ha parlat per tot el món sobre temes de medi ambient, instant als oients a definir els seus valors, actuar amb el futur al cap, i a assumir les responsabilitats individuals.

## Biografia
Criada a Vancouver i Toronto (Canadà), Severn Cullis-Suzuki havia anat d'acampada i excursions tota la seva vida.
Mentre anava a l'escola de primària d'immersió en francès, Lord Tennyson Elementary School, a l'edat de 9 anys amb un petit grup d'amics van fundar l'Organització Ambiental de la Infantesa (OCE), un grup de nens compromesos amb l'ensenyament i l'aprenentatge de qüestions ambientals als altres nens.
Van tenir èxit en molts dels projectes que van iniciar abans de 1992, quan van reunir els diners suficients per anar a l'ONU, a la Cimera de la Terra (1992) a Rio de Janeiro. El seu objectiu era recordar als responsables polítics a qui afecten en última instància les seves accions o omissions. L'objectiu el va assolir amb només 12 anys quan, en el tancament d'una sessió plenària de l'ONU i juntament amb altres membres del grup (la Vanessa Suttie, en Morgan Geisler i la Michelle Quigg), va presentar a la cimera les qüestions ambientals des de la perspectiva dels nens, on va rebre una ovació pel seu discurs als delegats.
El 1993, va ser honorada al Global 500 Roll of Honour del Programa de les Nacions Unides per al Medi Ambient.
També el 1993, Doubleday va publicar el seu llibre Dir al món (Tell the World) (ISBN 0-385-25422-9), un llibre de 32 pàgines de mesures ambientals per a les famílies.
Cullis-Suzuki es va graduar per la Universitat Yale el 2002 amb una Llicenciatura en ecologia i biologia evolutiva.
Després de Yale, Cullis-Suzuki va passar dos anys viatjant. Va copatrocinar Suzuki's Natura Quest, una sèrie de televisió per a mainada que va emetre Discovery Channel l'any 2002.
A principis de 2002, va ajudar a posar en marxa el projecte reflexiu basat en Internet anomenat Projecte Skyfish (The Skyfish Project).
Com a membre del Grup Consultiu Especial de Kofi Annan, ella i els membres del projecte Skyfish van portar a terme el seu primer projecte, anomenat "El reconeixement de la responsabilitat" (Recognition of Responsibility), a la Cimera Mundial sobre el Desenvolupament Sostenible a Johannesburg l'agost de 2002.
El projecte Skyfish es va dissoldre el 2004, quan Cullis-Suzuki va tornar un altre cop la seva atenció a l'escola, i es va inscriure en un programa de postgrau a la Universitat de Victoria per estudiar etnobotànica sota Nancy Turner.